# Судья (фильм, 1960)
«Судья» (швед.: Domaren) — шведский драматический фильм 1960 года режиссёра Альфа Шёберга по одноимённой пьесе 1957 года Вильгельма Муберга.
Фильм номинировался на «Золотую пальмовую ветвь» Каннского фестиваля 1961 года.

## Сюжет
Молодой поэт Кристер Лэнгтон по возвращении из длительного пребывания в Италии обнаруживает, что его активы, оставленные ему его отцом, исчезли. Его опекун, судья Каннинг, завладел огромным состоянием Кристера. Кристер, вместе со своей невестой Бритой Рэндел, пытается добиться справедливости в коррумпированной правовой системе. Адвокат Арнольд берётся за их дело — возможно, в основном ради Бриты. Но судья Каннинг пользуясь служебным положением, добивается признания Кристера недееспособным и упекает его в сумасшедший дом. Случайно адвокат Арнольд знакомися с другой жертвой судьи, старой учительницей пения миссис Вангдорф. В её доме он устраивает встречу с Каннингом, которая приводит к неожиданному исходу дела. Брита устраивает скандал в прессе через знакомого редактора Ланнера, и её жениха выпускают из психбольницы, но он уже сломленный человек.

## В ролях
- Ингрид Тулин — Брита Рэндел
- Гуннар Хелльстрём — Альберт Арнольд, адвокат
- Пер Мирберг — Кристер Лэнгтон, поэт, жених Бриты
- Георг Рюдеберг — Эдвард Каннинг, судья
- Наима Вифстранд — миссис Вангдорф, учитель пения
- Ульф Пальме — доктор Леонард, главный врач психиатрической больницы
- Оке Линдстрём — Ланнер, редактор газеты «Фольктрибунен»
- Элоф Арле — Торвальд, секретарь редакции «Фольктрибунен»
- Хольгер Лёвенадлер — секретарь суда
- Улоф Видгрен — председатель суда
- Георг Орлин — режиссёр Рандель, отец Бриты
- Ингрид Бортен — миссис Рэндел, мать Бриты